# アンソニー・ドーソン
アンソニー・ドーソン（Anthony Dawson、1916年10月18日 - 1992年1月8日）は、イギリスの俳優。時にはトニー・ドーソン（Tony Dawson）、アントニー・ドーソン（Antony Dawson）とクレジットされることもあった。カタカナ表記ではアンソニー・ドースン、アンソニー・ドウソンが見られる。身長188センチ。
古い資料ではアンソニー・ドーソンないしアンソニー・M・ドーソンの変名を使用したイタリアの映画監督であるアントニオ・マルゲリーティと混同されているが、別人である。因みに、過去に日本コロムビアから発売された『アドベンチャー・アーク/アポロンの秘宝』（1983年）のVHSソフトのジャケットに於いても混同されていた。

## 略歴
俳優としての特徴
スコットランドのエディンバラ生まれ。アルフレッド・ヒッチコック監督の『ダイヤルMを廻せ!』や、テレンス・ヤング監督『007 ドクター・ノオ』のデント教授の悪役で知られた。尚、『007 ロシアより愛をこめて』、『007 サンダーボール作戦』では、素顔は一切出ないがエルンスト・スタヴロ・ブロフェルド役で出演している。日本公開作品は少ないが、イギリスでは1990年代に入るまで映画・テレビで活躍した。また、1950年代から1980年代末までにテレンス・ヤング監督作品に10数本も起用され、脇役また端役を演じた。
イタリア映画での活動
ドーソンは1960年代の初頭からはヨーロッパに於ける映画製作の中心地と言われたイタリアのローマに居住し、活動の拠点とした。ステュワート・グレンジャーやレックス・バーカー等々、英語圏の映画スターがこぞって移住した。イタリア映画界への出稼ぎと言えば颯爽としたガンマンやスパイの姿が想起されるが、彼は渋い脇役ないし端役としての活動が主で、時には悪役も演じた。
主な出演作品には『アルデンヌの戦い』（1967年）や『ドクター・コネリー/キッドブラザー作戦』（1968年）、『国際泥棒組織』（1968年）等があり、疑似米国映画が主な領分で、マカロニ・ウエスタンにも出演した。ジュリオ・ペトローニ監督の『新・夕陽のガンマン/復讐の旅』（1967年）では、胸にトランプの入れ墨をした仇役の一人として印象を残した。
英国時代からの盟友であるテレンス・ヤング監督も不況の英国映画界では企画が通らず、当時活況を呈していたイタリア映画界へ流れて来た。ドーソンはヤングが監督を務めた史劇ドラマ『残虐の掟』（1967年）、西部劇『レッド・サン』（1971年）、実録マフィア物『バラキ』（1972年）に脇役出演している。また、1980年代に入ってイタリアで撮影された統一教会製作の問題作『仁川』（1981年/未ソフト化）にも出演した。
他にも旧ユーゴスラビアが主導で製作した戦争大作『ネレトバの戦い』（1969年）に於けるイタリア軍の将軍役や西ドイツ映画『デッドロック』（1970年）の殺し屋役がある。

## 出演作品
- スペードの女王 The Queen of Spades (1949)
- 鷲の谷 Valley of Eagles (1951)
- ダイヤルMを廻せ! Dial M for Murder (1954)
- 絞殺魔甦る Grip of the Strangler (1958)
- 追いつめられて… Tiger Bay (1959)
- 誰かが狙っている（1960）
- 吸血狼男 The Curse of the Werewolf (1961)
- 007 ドクター・ノオ 007 Dr. No (1962)
- 海賊魂 Seven Seas to Calais (1962)
- トリプル・クロス（1966）
- 新・夕陽のガンマン/復讐の旅 Da uomo a uomo (1967)
- ドクター・コネリー/キッドブラザー作戦 OK Connery (1967)
- 残虐の掟 L'Avventuriero (1967)
- アルデンヌの戦い Dalle Ardenne all'inferno (1967)
- 国際泥棒組織（1968）
- 暁のガンマン（さすらいの用心棒）（1968）
- ネレトバの戦い Bitka na Neretvi (1969)
- シシリー要塞異常なし（1970）
- デッドロック(1970年の映画) ′′Deadlock′′
- レッド・サン Soleil Rouge (1971)
- バラキ The Valachi Papers (1972)
- 裂けた鉤十字/ローマの長い日（1973）
- 仁川（1981）
- ジグソーマン（1983）
- ポランスキーの パイレーツ Pirates (1986)